# Боб Сол
Боб Сол (англ. Bob Sohl, 28 березня 1928 — 8 квітня 2001) — американський плавець.
Призер Олімпійських Ігор 1948 року.